# 130158 Orsonjohn
130158 Orsonjohn este o planetă minoră (asteroid) din centura de asteroizi. A fost descoperită pe 7 decembrie 1999 la Catalina Station⁠(d) de Catalina Sky Survey. 
Obiectul prezintă o orbită caracterizată de o semiaxă mare de 3,1022397941616 UAi, o excentricitate de 0,25, o înclinație de 18,3 ° în raport cu ecliptica.